# Silly Me
Silly Me è un singolo della cantante britannica Jess Glynne, pubblicato il 28 aprile 2023.

## Descrizione
Il brano, scritto e prodotto dalla stessa cantante con Knox Brown, P2K, e Malay, è il primo singolo pubblicato attraverso la EMI Records e il gruppo di management Roc Nation dopo la cessione del contratto con l'Atlantic Records. Intervistata da Rolling Stone UK, Glynne ha raccontato il significato del brano:
(Jess Glynne)

## Video musicale
Il video, diretto da Furmaan + Vasso, è stato pubblicato il 28 aprile 2023 sul canale YouTube della cantante.

## Tracce
Testi e musiche di Knox Brown, P2K, Jess Glynne, Malay.
1. Silly Me – 3:19